# Beim Steiner Mittelberg
Das Naturschutzgebiet Beim Steiner Mittelberg liegt auf dem Gebiet der Gemeinde Königsbach-Stein in Baden-Württemberg.

## Kenndaten
Das Schutzgebiet entstand am 20. Juni 1989 durch Verordnung des Regierungspräsidiums Karlsruhe mit der Schutzgebietsnummer 2119. Diese Verordnung wurde im Gesetzblatt für Baden-Württemberg am 11. Oktober 1989 veröffentlicht und trat danach in Kraft. Der CDDA-Code des NSG lautet 162364  und entspricht der WDPA-ID.

## Lage
Das Naturschutzgebiet liegt im Pfinzgau rund einen Kilometer südöstlich von Königsbach-Stein. Es gehört vollständig zum FFH-Gebiet Nr. 7017-3412 Pfinzgau Ost. Das Schutzgebiet liegt im Naturraum 125-Kraichgau innerhalb der naturräumlichen Haupteinheit 12-Neckar- und Tauber-Gäuplatten.

## Schutzzweck
Schutzzweck ist sowohl die Erhaltung und Entwicklung der freien, zum Teil von Gehölzen durchsetzten Halbtrockenrasen und der im Zuge der Sukzession oder durch forstliche Maßnahmen bestockten Grundstücke in den sonnenexponierten, überwiegend steilen Hanglagen auf Muschelkalk als auch die Erhaltung und Entwicklung der häufig mit Obstbäumen durchsetzten Wiesen im Lindtal als Standorte und Lebensraum gefährdeter und vom Aussterben bedrohter Tier- und Pflanzenarten.